# Polymera conjunctoides
Polymera conjunctoides är en tvåvingeart som beskrevs av Alexander 1920. Polymera conjunctoides ingår i släktet Polymera och familjen småharkrankar. Inga underarter finns listade i Catalogue of Life.